# Grand Hotel de Londres
Il Grand Hotel de Londres è un palazzo di Napoli ubicato in piazza Municipio.

## Storia
Fu progettato dall'architetto Giovan Battista Comencini per conto della Società Veneta nell'ambito del risanamento della piazza e del malsano rione della Corsea (l'attuale rione Carità) e costruito tra il 1895 e il 1899.
Il palazzo è considerato primo importante esempio dell'Art Nouveau che avrà un glorioso filone in città, inaugurando la corrente del liberty napoletano: la facciata di stampo neorinascimentale è molto sobria e colpisce l'uso di strutture metalliche, davvero innovativo all'epoca.
Vero e proprio vanto dell'hotel erano gli interni e le loro decorazioni, oggi perdute per lo stravolgimento degli ambienti. Nell'elegante affiche pubblicitaria di Giovanni Maria Mataloni (1897), viene dato risalto anche all'ascensore, alla luce elettrica, al giardino d'inverno ed all'ufficio postale. Il complesso alberghiero, esposto plein midi disponeva di 100 ambienti, tra camere e saloni. I proprietari erano i signori: Delvitto, Poggiani e Campione.
Filippo Tommaso Marinetti fu una delle personalità dell'epoca che alloggiarono presso l'hotel, in occasione di un evento futurista al teatro Mercadante nel 1910. Il 9 ottobre 1921 il poeta insieme a Rodolfo De Angelis e Francesco Cangiullo compose sempre in una stanza dell'albergo il Teatro della sorpresa, manifesto teatrale futurista, scaramanticamente pubblicato due giorni dopo, l'11 ottobre, a Milano.